# Nezumi no Rusuban
Nezumi no Rasuban (鼠の留守番?) è un cortometraggio giapponese del 1931, diretto da Ikuo Oishi.

## Trama
Un gatto attenta alla vita del re dei topi, questi ordina che i suoi sudditi lo combattano  e lo catturino. I topi servitori affrontano il felino, consapevoli della loro superiorità numerica e della loro astuzia. Il gatto invasore viene sconfitto e il sovrano riprende il suo banchetto.